# Коголето
Коголѐто (на италиански: Cogoleto; на лигурски: Cogoêuo, Когоеуо) е морски курортен град и община в Северна Италия, провинция Генуа, регион Лигурия. Разположен е на брега на Лигурско море, на лигурското Западно крайбрежие. Населението на общината е 9137 души (към 2011 г.).